# Анангула
Анангула (англ. Anangula Island), также Ананиулиак (англ. Ananiuliak Island) — маленький островок в составе Лисьих островов, которые в свою очередь входят в состав Алеутских островов. В административном отношении относится к зоне переписи населения Западные Алеутские острова, штат Аляска, США.
Остров составляет примерно 2,3 км в длину и расположен в 1,5 км от юго-западного побережья крупного острова Умнак. Максимальная высота острова — 54 м над уровнем моря.